# Първоначално лице
Първоначалното лице е понятие в дзен будизма. Нейните основи се намират в следния коан:
„Какво е било твоето първоначално лице, преди да се родят родителите ти? ”
Този коан е покана за разпознаване на пустата природа на реалността чрез вглеждане отвъд социо-културното и психологическо разбиране на себе си, тялото и ума. Терминът е свързан със следната сентенция:
Преди да уча дзен, планините са планини и реките са реки. Докато учим дзен планините вече не са планини и реките не са вече реки. След като се изучи дзен планините отново са планини и реките отново са реки.
Зен майсторите описват първоначалното лице ето така:
„Помети мислите!“ означава, че човек трябва да практикува Зазен. След като мислите са утихнали първоначалното лице се появява. Мислите могат да се сравнят с облаци. Когато облаците изчезнат Луната се появява. Луната на таковостта е първоначалното лице. Мислите са също като затъмнения на огледалото. Когато изтрием всички петънца огледалото отразява ясно. Успокой мислите си и съзри своето изначално лице отпреди да се родиш!
– Дайто